# Serrat de les Forques (Granera)

El Serrat de les Forques, respecte del terme de Granera

El Serrat de les Forques és una formació muntanyosa del terme municipal de Granera, a la comarca del Moianès.
Està situat a la part central del terme, a prop i al nord del Barri de Baix. És a llevant de l'extrem septentrional de la Serra del Castell i a ponent del Collet de Llebre.